# 南緯41度線
南緯41度線（なんい41どせん）は、地球の赤道面より南に地理緯度にして41度の角度を成す緯線。南緯41度線はその大部分が公海上を走っており、大西洋、インド洋、オーストララシア、太平洋、チリ、アルゼンチンを通過する。
この緯度の下では、夏至点時は15時間8分で、冬至点時の可照時間は9時間13分である。

## 通過する地域一覧
南緯41度線は、本初子午線から東に向かって以下の場所を通っている。
| 地理座標                                               | 国土・領土・領海 | 備考               |
| ------------------------------------------------------ | ---------------- | ------------------ |
| 南緯41度0分 東経0度0分 / 南緯41.000度 東経0.000度      | 大西洋           |                    |
| 南緯41度0分 東経20度0分 / 南緯41.000度 東経20.000度    | インド洋         |                    |
| 南緯41度0分 東経144度37分 / 南緯41.000度 東経144.617度 | オーストラリア   | タスマニア州       |
| 南緯41度0分 東経145度45分 / 南緯41.000度 東経145.750度 | バス海峡         |                    |
| 南緯41度0分 東経146度59分 / 南緯41.000度 東経146.983度 | オーストラリア   | タスマニア州       |
| 南緯41度0分 東経148度20分 / 南緯41.000度 東経148.333度 | 太平洋           | タスマン海         |
| 南緯41度0分 東経172度6分 / 南緯41.000度 東経172.100度  | ニュージーランド | 南島               |
| 南緯41度0分 東経173度0分 / 南緯41.000度 東経173.000度  | 太平洋           | タスマン湾         |
| 南緯41度0分 東経173度45分 / 南緯41.000度 東経173.750度 | ニュージーランド | 南島               |
| 南緯41度0分 東経174度13分 / 南緯41.000度 東経174.217度 | クック海峡       |                    |
| 南緯41度0分 東経174度56分 / 南緯41.000度 東経174.933度 | ニュージーランド | 北島               |
| 南緯41度0分 東経176度7分 / 南緯41.000度 東経176.117度  | 太平洋           |                    |
| 南緯41度0分 西経73度56分 / 南緯41.000度 西経73.933度   | チリ             |                    |
| 南緯41度0分 西経71度52分 / 南緯41.000度 西経71.867度   | アルゼンチン     |                    |
| 南緯41度0分 西経65度11分 / 南緯41.000度 西経65.183度   | 大西洋           | サン・マティアス湾 |
| 南緯41度0分 西経64度14分 / 南緯41.000度 西経64.233度   | アルゼンチン     |                    |
| 南緯41度0分 西経62度38分 / 南緯41.000度 西経62.633度   | 大西洋           |                    |